# Nueva Aljaima
Nueva Aljaima es una localidad del municipio de Cártama, en la provincia de Málaga, Andalucía, España. Está situada al norte de la Autovía del Guadalhorce a unos 2 km del núcleo central del municipio. 
Se trata de un poblado de colonización construido en 1965, según el diseño del arquitecto Jesús F. Hernández M. Arcos, quien dispuso dos manzanas: una paralela a la carretera con 13 unidades residenciales y otra que cierra el conjunto formando un patio. Las viviendas se asientan en parcelas regulares, situándose al norte una zona de artesanos y la iglesia. Al sur de la iglesia se sitúan el resto de edificios comunitarios: escuela, centro cooperativo y almacenes. 

## Transporte público y comunicaciones
Cártama está integrada en el Consorcio de Transporte Metropolitano del Área de Málaga, comunicada por varias rutas de autobuses interurbanos en su territorio. Algunas de ellas prestan servicio en la barriada de Nueva Aljaima. Pueden consultarse en el siguiente enlace